# Плехов (Житомирская область)
Плехов (укр. Плехів) — село на Украине, основано в 1636 году, находится в Черняховском районе Житомирской области.
Код КОАТУУ — 1825684803. Население по переписи 2001 года составляет 108 человек. Почтовый индекс — 12332. Телефонный код — 4134. Занимает площадь 0,653 км².

## Адрес местного совета
12332, Житомирская область, Черняховский р-н, с.Клетище, ул.Ленина, 35